# Bram van Kerkhof
Marinus Bram van Kerkhof, né le 1er novembre 1948 à Elden, est un joueur de football et entraîneur néerlandais, aujourd'hui retraité. 

## Biographie
Il commence sa carrière à 17 ans au Vitesse Arnhem, et rejoint la Belgique en 1973 en signant à La Gantoise, puis rejoint le Cercle de Bruges un an plus tard. 
Il joue durant onze saisons avec les groen-zwart, occupant quelques mois le poste de joueur-entraîneur par intérim en 1984. Il joue au total 339 matches sous le maillot du Cercle, ce qui fait de lui le neuvième joueur le plus capé de l'histoire du matricule 12.